# Norbornan
Norbornan (systematisch: Bicyclo[2.2.1]heptan) ist eine organische Verbindung, ein gesättigter Kohlenwasserstoff mit der Summenformel C7H12. Bei Raumtemperatur ist er ein kristalliner Feststoff. Strukturell handelt es sich um einen Cyclohexanring mit einer Methylenbrücke.

## Eigenschaften
Eine interessante Eigenschaft dieser Verbindung ist ihre Fähigkeit zur Bildung von Norbornyl-Carboniumionen – fünfbindigen Carbokationen der Alkane – durch Aufnahme eines Protons mittels einer Supersäure. Um den nichtklassischen Charakter des 2-Norbornyl-Kations gab es seit den 1950er Jahren einen jahrzehntelangen Streit zwischen Saul Winstein (nichtklassischer Charakter) und seinem Kritiker Herbert C. Brown, bis der nichtklassische Charakter schließlich experimentell nachgewiesen wurde.

Nicht-Klassische (A) und Klassische (B) Sichtweise des 2-Norbornyl-Kations

Verwandte bicyclische Verbindungen sind Norbornen, welches dasselbe Kohlenstoffgerüst, aber eine Doppelbindung besitzt, und das Norbornadien, ebenfalls mit demselben Gerüst, aber zwei Doppelbindungen und somit ein Dien.

## Verwendung
Einige Norbornan-Derivate werden als Zwischenprodukte der pharmazeutischen Industrie verwendet, z. B. Campheroxim.